# Laurence Douglas Fink

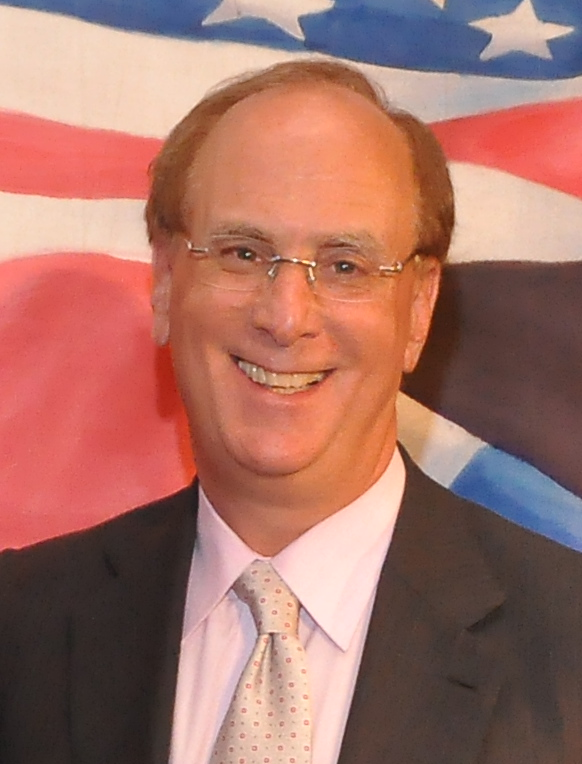
Larry Fink, 2010

Laurence „Larry“ Douglas Fink (* 2. November 1952 in Los Angeles) ist ein US-amerikanischer Unternehmer und Milliardär. Fink ist Gründer, Aufsichtsratsvorsitzender und Vorstandsvorsitzender der weltgrößten Vermögensverwaltung BlackRock.

## Leben
Fink wuchs in Van Nuys in einer jüdischen Familie auf. Sein Vater besaß ein Schuhgeschäft, seine Mutter war Englisch-Professorin. Er studierte Betriebswirtschaftslehre und Politikwissenschaften an der University of California, Los Angeles. Anschließend machte er ein MBA-Studium in Immobilienwirtschaft an der UCLA Anderson Graduate School of Management, das er 1976 abschloss. Seit seiner Studienzeit ist er Mitglied der Studentenverbindung Phi Beta Kappa.
Nach dem Ende seines Studiums arbeitete er als Trader bei der Investmentbank First Boston, bei der er durch falsche Zinsvorhersagen einen Verlust von 100 Millionen US-Dollar verursachte und sich so seinen Ruf als Trader ruinierte. Er gilt als einer der Erfinder von Collateralized Mortgage Obligations (CMOs). Ende der 1980er Jahre wurde Fink von einer Private-Equity-Gesellschaft (Blackstone) für den Aufbau des Anleihengeschäfts engagiert. 1988 war er Mitgründer des Unternehmens BlackRock, dessen Vorsitzender er seit 1998 ist.
Fink ist seit den 1970er-Jahren mit seiner Frau Lori verheiratet und hat drei Kinder. Sein ältester Sohn, Joshua, ist Gründer des Hedgefonds Enso Capital Management. Er besitzt Häuser in Manhattan (New York), North Salem (New York) und Aspen (Colorado). Er gilt als sparsam und als Liebhaber von Zugfahrten. Privat züchtet Fink auf seinem Anwesen in North Salem (New York) Pferde und ist als begeisterter Kunstsammler der Stilrichtung American Folk Art bekannt.
Larry Fink ist seit 2010 Trustee des Museum of Modern Art (MoMA), seit 2012 Mitglied des Council on Foreign Relations und seit 2019 im Vorstand der Trilateralen Kommission und des Weltwirtschaftsforums von Davos.
Im April 2018 wurde Finks Privatvermögen vom Bloomberg Billionaires Index mit einer Milliarde US-Dollar angegeben. Im Juli 2021 wurde es vom Forbes Magazine mit 1,2 Mrd. US-Dollar beziffert.
Seit August 2025 ist Fink gemeinsam mit André Hoffmann, Vizepräsident des Pharmaunternehmens Roche Holding, Interimsvorsitzender des Kuratoriums des Weltwirtschaftsforums.
Politisch ist er ein Anhänger der Demokraten und gilt als lebenslanger Unterstützer.

## Einfluss
Fortune bezeichnete Fink 2014 als den „mächtigsten Mann der Wall Street“; BlackRock gilt als das größte Finanzimperium der Welt. Das verwaltete Vermögen des Konzerns lag Ende 2020 bei 8,70 Billionen US-Dollar.
Georg Meck schrieb am 24. Mai 2015 in der Frankfurter Allgemeinen Sonntagszeitung, Fink sei ein „persönlicher Freund von Anshu Jain“ und habe als Großaktionär seinerzeit geholfen, Jain als Co-Chef der Deutschen Bank durchzusetzen. Allerdings liefert der Autor keine Belege für diese Behauptung.
Im Januar 2018 appellierte Fink in einem offenen Brief an Vorstandsvorsitzende, nicht nur Gewinne anzustreben, sondern auch auf die Rolle ihres Unternehmens in der Gesellschaft und für die Gesellschaft zu achten.

## Briefe an die CEOs
In seiner Funktion als BlackRock CEO schreibt Larry Fink seit 2012 jedes Jahr einen Brief an die CEOs der Firmen, an denen BlackRock Anteile hält. Der Brief wird in Unternehmenskreisen und am Kapitalmarkt breit diskutiert. In zunehmendem Maße beginnt sich auch die allgemeine Öffentlichkeit für diese Briefe zu interessieren.

### 2012
Im Jahr 2012 stellte Fink BlackRocks Fokus auf langfristige Geschäftsmodelle in den Vordergrund. Als langfristiger Anleger sei BlackRock an guten Beziehungen zu den Unternehmen interessiert. Er forderte die CEOs auf, mit dem Vermögensverwalter in einen Dialog zu treten. Das Ziel müsse der langfristige Erhalt des Unternehmenswertes sein.

### 2013
Im Jahr 2013 wurde kein Brief publiziert.

### 2014
Im Brief des Jahres 2014 setzte Fink wiederum den Fokus auf langfristige Geschäftsmodelle. Er kritisiert die kurzfristig-orientierten Anleger des Kapitalmarktes. Fink fordert die CEOs auf, besser zu erklären, worin ihre langfristige Unternehmensstrategie besteht. Dadurch würden sie mehr langfristig-orientierte Anleger wie BlackRock anziehen können. Allerdings sei Fink sich bewusst, dass zwischen kurzfristigen und langfristigen Kapitalanlagen eine Balance gefunden werden muss.

### 2015
2015 kritisierte Fink den amerikanischen Aktienmarkt dafür, sehr viel Geld über Dividenden und Aktienrückkäufe an die Anteilseigner zurückgeführt zu haben. Zwar sei es richtig, überschüssiges Kapital an die Anteilseigner zurückzuführen, allerdings sollte jedes Unternehmen überlegen, wie es seinen langfristigen Firmenwert durch Investitionen erhalten könne. Er fordert die Gesetzgeber auf, langfristige Kapitalanlagen stärker zu fördern.

### 2016
2016 stellte Fink erstmals konkrete Forderungen an die CEOs. Alle CEOs sollen jedes Jahr einen strategischen Unternehmensplan präsentieren, wie sie langfristigen Unternehmenswert schaffen wollen. Diese Pläne sollen von den Verwaltungs- bzw. Aufsichtsräten der jeweiligen Unternehmen kontrolliert werden. Weiterhin fordert er Gesetzgeber abermals zu konkreten Förderungen von langfristigen Geschäftsmodellen auf.

### 2017
Im Brief des Jahres 2017 stellte Fink Gegenreaktionen auf die Auswirkungen der Globalisierung in den Vordergrund. Er erwähnt Trumps Wirtschaftspläne und den Brexit. Er mahnt von den Unternehmensvorständen an, sich auf die langfristigen Investmentsstrategien ihrer Stakeholder zu fokussieren. Erstmals fordert er die Beachtung von ESG-Kriterien in den strategischen Unternehmensplänen zum langfristigen Werterhalt. Außerdem weist er darauf hin, dass Unternehmen mehr für die betriebliche Altersvorsorge ihrer Mitarbeiter tun sollen.

### 2018
2018 trat Fink mit einer neuen Forderung an die Unternehmen heran: Jede Firma solle ihren Unternehmenszweck definieren. Dabei sollten sie darauf achten, welche Werte sie als Unternehmen vertreten wollen und wie sie am besten mit ihren Stakeholdern umgehen. Zudem mahnte Fink die Verwaltungs- und Aufsichtsräte an, stärker auf ihre Diversität zu achten. Denn diese trage wesentlich zu besseren Entscheidungen und damit zu einem langfristig höheren Unternehmenswert bei.

### 2019
2019 setzte Fink den Fokus auf den Zusammenhang von Unternehmenszweck und langfristigem Gewinn. Profit sei das notwendige Fundament, damit Unternehmen langfristig allen ihren Anteilseignern dienen können. Dazu sei es notwendig, dass Firmen klar definierten, worin ihr Unternehmenszweck besteht. Dieser würde zu ethischem Verhalten führen sowie einen wichtigen Beitrag zur Unternehmenskultur leisten. Außerdem forderte Fink die CEOs auf, Führungsstärke zu zeigen und einen Beitrag zur Lösung gesellschaftlicher Probleme zu leisten. Dazu sollten Firmen einen stärkeren Beitrag zur Altersvorsorge ihrer Mitarbeiter leisten. In den Mittelpunkt von BlackRocks Engagement für 2019 stellte Fink folgende Punkte:
- Diversität des Verwaltungs- bzw. Aufsichtsrates
- Pläne zur langfristigen Firmenstrategie
- Kapitalallokation
- Vergütungsstrukturen, die langfristige Unternehmensentscheidungen fördern
- Chancen und Risiken in Bezug auf Umweltfragen.
- Umgang mit dem Humankapital

### 2020
Der Brief des Jahres 2020 stellte den Klimawandel in den Mittelpunkt. Fink forderte die CEOs auf, Klimarisiken im Investmentprozess ihrer Firmen stärker zu beachten. Außerdem kündigte Fink an, dass seine Firma auf mehr Transparenz hinsichtlich geschäftsspezifischer Klimarisiken pochen würde. Denn diese Risiken könnten den langfristigen Werterhalt des Unternehmens wesentlich gefährden.

### 2021
Im Brief des Jahres 2021 stellte Fink erneut die Bedeutung des Klimawandels in den Vordergrund. Die Covid-19-Pandemie sieht er als eine Herausforderung, aber auch als Chance für Unternehmen. Des Weiteren forderte er mehr Transparenz von den Unternehmen.

### 2022
Der Brief des Jahres 2022 stellte die transformative Kraft des Kapitalismus in den Mittelpunkt. Fink forderte die CEOs auf, den Stakeholder-Kapitalismus zu verfolgen und damit die Interessen von Mitarbeitern, Kunden und der Gemeinschaft stärker zu berücksichtigen. Dies sei keine politische Ideologie, denn nur so würden Unternehmen langfristig ihre Profitabilität sicherstellen können. Außerdem kündigte Fink an, dass BlackRock alle seine Kunden, einschließlich Privatanlegern, an der Stimmrechtsausübung der von BlackRock verwalteten Anteile beteiligen wird, wenn dies gewünscht ist.

### 2024
Im Brief 2024 macht er einen Rückblick auf das Leben seiner Eltern, als die beiden verstarben. Dabei stellte er fest, dass sein Vater frühzeitig angefangen hat, in Aktien zu investieren, und ihn selbst anregte, erste Aktien zu kaufen. Schließlich stellt er fest, dass seine Eltern durch ihre Investitionen sich lange ein gutes Leben hätten ermöglichen können. Dies ist für ihn der Grund, das Unternehmen BlackRock gegründet zu haben und es damit vielen Anlegern zu ermöglichen, ebenso für den Ruhestand vorsorgen zu können.

## Preise und Auszeichnungen (Auswahl)
- Woodrow Wilson Award, 2010

## Dokumentarfilm
- BlackRock. Die unheimliche Macht eines Finanzkonzerns. Regie: Tom Ockers, Deutschland 2019, 90 Minuten. (Arte am 17. September 2019)